# Alberto Retuerta Cuadros
Alberto Retuerta Cuadros (Madrid, 1 de enero de 2002), más conocido como Retu, es un futbolista español que juega como lateral izquierdo en el Hércules CF de la Segunda Federación, cedido por el R. C. Deportivo de La Coruña.

## Biografía
Tras formarse como futbolista en las categorías inferiores del Vicálvaro y Rayo Vallecano del que formó parte desde 2010 a 2012, fecha en la ingresó en el Real Madrid para formar parte de su equipo de alevín "B".
Retu iría quemando etapas en La Fábrica, hasta debutar el 21 de noviembre de 2020 con el Real Madrid Castilla C. F. en el Grupo V de la Segunda División B de España, en un encuentro frente al CDA Navalcarnero. En la temporada 2020-21, disputaría 12 partidos en las filas del Real Madrid Castilla C. F.
En la temporada 2021-22, disputa 10 partidos en la Primera Federación con el Real Madrid Castilla C. F.
El 26 de julio de 2022, firma por el R. C. Deportivo de La Coruña de la Primera Federación, en el que el conjunto blando conserva un 20% de una futura venta y una opción de recompra.
El 23 de enero de 2023, tras solo disputar un partido de Copa del Rey en la primera vuelta de la competición con el R. C. Deportivo de La Coruña, firma en calidad de cedido por el Hércules CF de la Segunda Federación hasta el final de la temporada, donde jugaría 15 partidos.
En la temporada 2023-24, regresa a las filas del R. C. Deportivo de La Coruña de la Primera Federación.
El 1 de febrero de 2024, vuelve a ser cedido al Hércules CF de la Segunda Federación, hasta el final de la temporada.

## Clubes
Actualizado al último partido disputado el 29 de noviembre de 2024.
| Club                        | Pais   | Año             | Partidos | Goles |
| --------------------------- | ------ | --------------- | -------- | ----- |
| Real Madrid Castilla        | España | 2020-2022       | 22       | 0     |
| R.C. Deportivo de la Coruña | España | 2022-Actualidad | 5        | 0     |
| Hércules CF (cedido)        | España | 2023-actualidad | 15       | 0     |